# Cyphon coreanicus
Cyphon coreanicus es una especie de coleóptero de la familia Scirtidae.

## Distribución geográfica
Habita en Corea del Norte.